# Skogaholms bruk

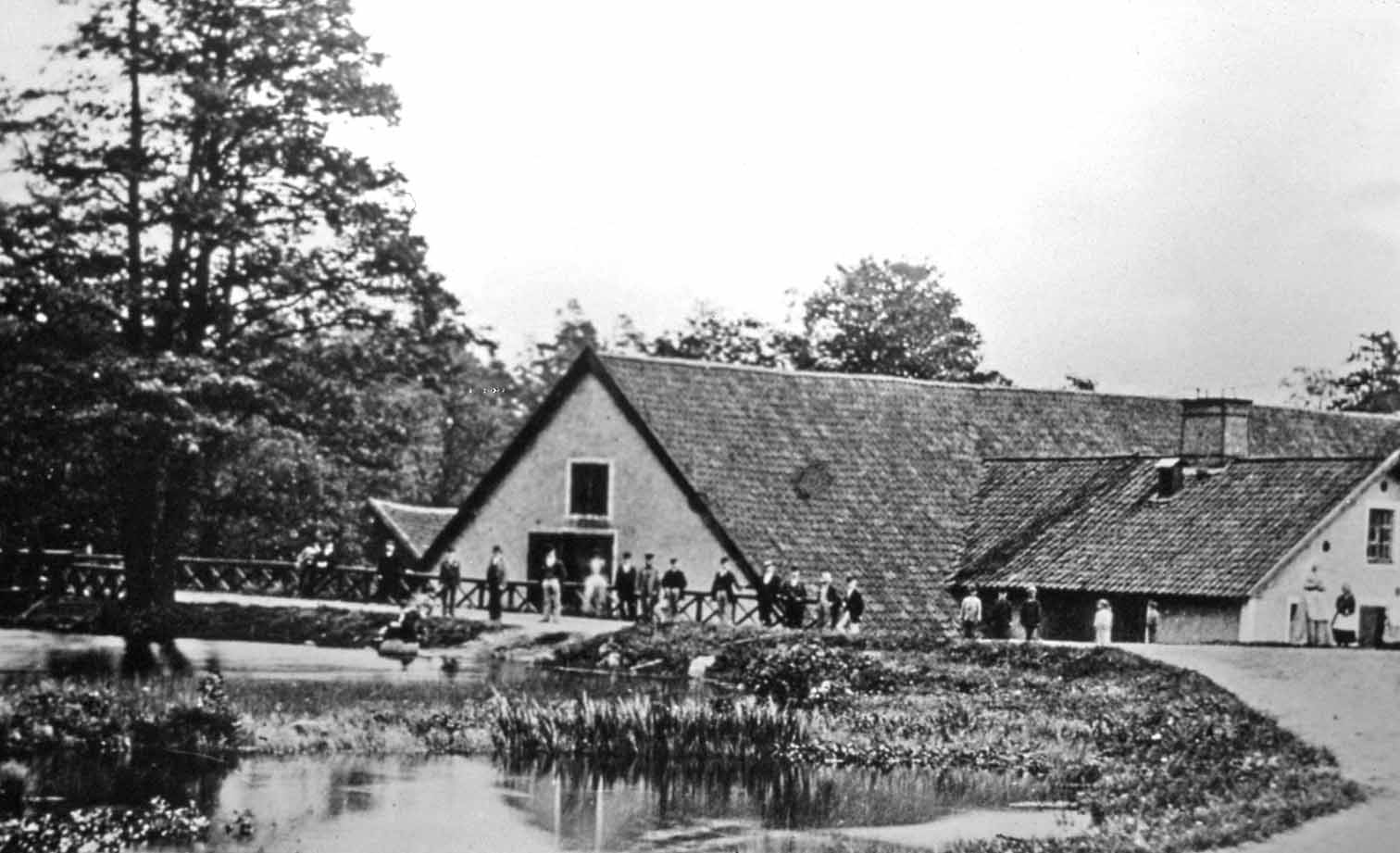
Skogaholms stångjärnssmedja efter flytten från Svennevadsån till Skogaholmsdammen där hammaren var verksam 1798–1910.

Skogaholms bruk var ett järnbruk i Svennevads socken i Hallsbergs kommun i Närke.

## Etymologi
Det gamla namnet Skoga finns belagt sedan 1500-talet och dess betydelse torde inte vara särskilt svårförklarad, med tanke på läget mitt i den stora barrskogen öster om Tisaren. Under 1600-talet, då de båda hemmanen Skoga och Emta slogs samman, tillades den för herrgårdar typiska efterleden -holm, vilket skapade namnet Skogaholm.

## Historia
Skogaholm var ett av de medelstora bruk som uppstod i Närke under 1600-talet. I brukets närhet fanns alla nödvändiga förutsättningar för en lyckad bruksdrift: vattendraget Skogaån med tillräcklig fallhöjd för att driva hammare, god tillgång till kolved, närhet till bra järnmalm från Skålegruvorna samt en hammare för tackjärn.
Som föregångare till Skogaholms bruk anges i den äldsta bevarade jordeboken från 1555 att 37 stycken skattebönder och fem kyrkolandbor erlade sin skatt eller avrad i osmund som de i primitiva ugnar framställt som smidbart järn och de gamla slaggvarpen vid Essböle och Slåleklint visar på en masugnsdrift före brukets uppkomst. 
Bruket bildades under 1630-talet då Gert Wissmar köpte upp och slog samman hemmanen Skoga, Emta och halva kronohemmanet Emtsätter till en enhet. Emta var en renodlad jordbruksegendom. I Skogas verksamhet ingick förutom jordbruk även järnframställning. Enligt en bevarad karta från 1635 fanns då en hammarsmedja vid Östra Å som då var platsen för sjön Tisarens utlopp i Skogaån.
År 1641 ingav lagläsaren Zacharias Andersson en ansökan om att få anlägga en stångjärnssmedja, som gavs namnet Skoga stångjärnshammare vid ett litet vattenfall i Skoga ström. För att kunna producera eget tackjärn ansökte Andersson tillsammans med femton av honom associerade bönder om privilegium på en masugn. Tillståndet erhölls 18 oktober 1643 med sex års skattefrihet. Masugnen uppfördes invid Tisarens utlopp och fick namnet Östra Å. Malmen hämtades huvudsakligen från den närbelägna Skåleklintsgruvorna men även från Nora och Lerbäcks bergslag. Malmen transporterades under vintermånaderna med släde till Östra Å medan sommartransporterna skedde med pråmar från Åsbro över Tisaren till Östra Å. För att pråmarna skulle kunna ta sig ända fram till masugnen uppfördes 1684 en sluss i Skogaån som revs 1879 i samband med att masugnen flyttades. Enligt Bergskollegiet gav Skåleklintsgruvorna 1666 mycket lite järnmalm, men det var av en god art. Orsaken till att Zacharias Andersson blev kompanjon med femton bönder vid uppförandet av masugnen berodde på att de var ägare till malm fyndigheten vid Skåleklint. Flera nya gruvor prospekterades men ingen av dessa visade någon större uthållighet på djupet.

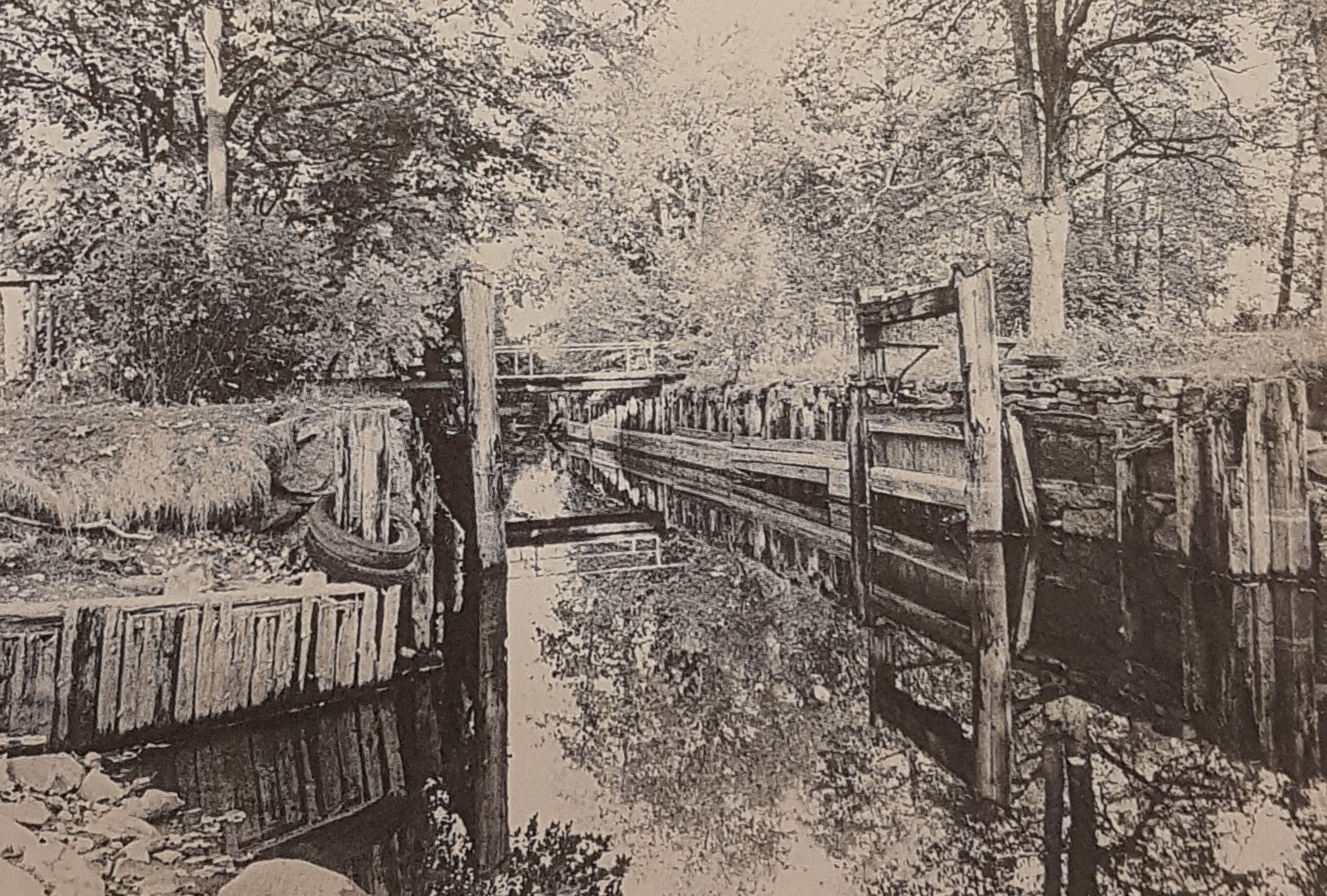
Slussen vid Tisarens utlopp vid Östra Å

Zacharias Andersson sålde redan 1645 bruket till krigskommissarien Simon Rosenberg som samma år lät uppföra en ny stångjärnshammare, Carlshammaren, öster om Skogasjön. Ungefär samtidigt anlades även en knipphammare på åns norra sida vid Skogaholm. 
Under 1798 lät inspektor A. Wahlenberg genomföra inspektor Anders Eneströms planer att flytta Carlshammaren upp till själva bruksområdet i Skogaholm, där en ny stor stångjärnssmedja tillkom på åns södra sida. En tredje stångjärnshammare tillkom 1837. Då låg på åns norra sida, förutom spik- och knippsmedjan, även en såg.
Efter Rosenbergs död 1689 övergick Skogaholms bruk till svärsonen generallöjtnant Anders Wennerstedt i adelsätten Wennerstedt. Han lät omkring 1690 uppföra Skogaholms herrgård, som 1930 flyttades till Skansen. Släkten Wennerstedt kom att förbli ägare till Skogaholms bruk fram till 1815.

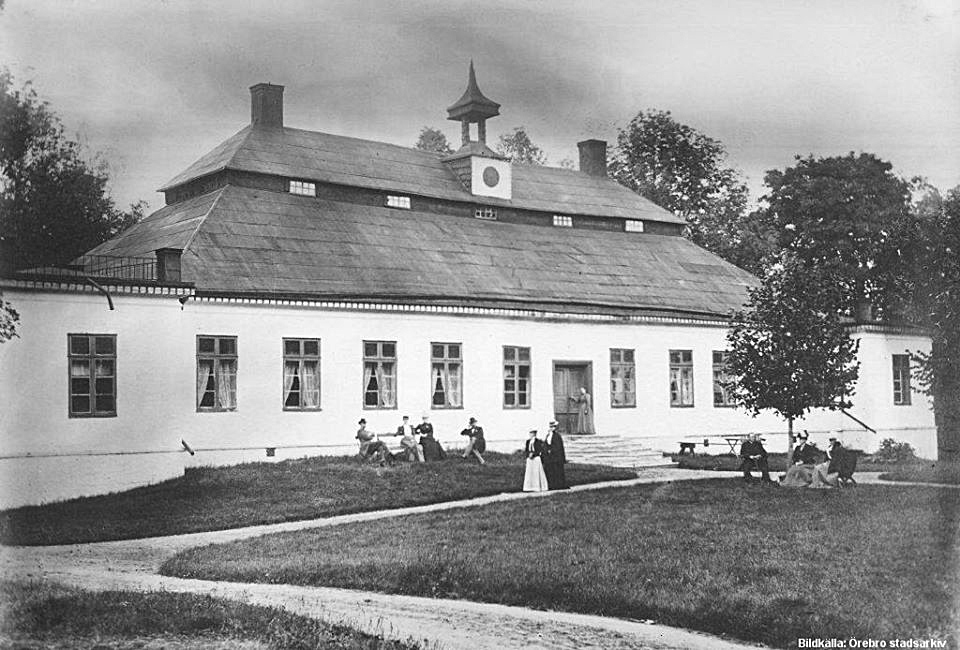
Skogaholms herrgård vid Skogasjön

Efter Anders Wennerstedts död 1723 övertogs bruket av sonen landshövding Carl Gustaf Wennerstedt, och därefter av dennes son generalmajor Gustaf Philip Wennerstedt. Som de flesta ägarna av bruket hade höga statliga ämbeten sköttes brukets drift huvudsakligen av förvaltare. 
I början av 1800-talet hårdnade konkurrensen. Skogaholm fick 1805 tillstånd att fördubbla sin produktion för att kunna öka lönsamheten. Den ökade produktionen gjorde att Skåleklintgruvan som hade brist på malm och nu också började sina inte räckte till, och man inköpte 1801 andel i Stribergs gruvor. 1816 byggdes en plåthammare för plåtsmide vid bruket.
Sedan Gustaf Philip Wennerstedt avlidit 1815, övertogs driften av hans svärson generalmajor Carl Armfelt. Han gjorde flera försök att utvidga bruket för att göra det mer lönsamt, men 1833 blev han dock tvungen att sälja bruket. Köpare var friherrinnan Hedvig Christina Åkerhielm, som 1841 överlät bruket till ett konsortium av delägare, som samma år bildade Skogaholms bruksbolag. 
År 1853 moderniserades de äldre tyskhärdarna och ersattes med sluta Franche-Comté-härdar. Minst lika viktig som järnbruksrörelsen var Skogaholms skogs- och jordbruk som försåg bruket med de stora mängder kol som gick åt både i hammaren och masugnen. Samtidigt som man moderniserade järnhanteringen köpte bruket upp stora mängder jord och skogsbruksmark för att bredda verksamheten, och brukets ägor omfattade som mest 13.000 hektar mark bland annat köptes från Olof Albert af Robson 1849 Vissboda egendom till Skogaholms bruk som därmed utökade sin jordbruks och skogsverksamhet när den slogs samman med Skogaholm. Från skogarna i söder flottades timmer ner till Skogasjön via Skepphulta flottled. Flottleden utgjordes av en rätad bäck, försedd med flottningsrännor i trä, i vilken vattenflödet reglerade med hjälp av en fördämning uppe vid sjön Niagara. En hästbana fanns mellan Skogaholm och Östra Å, vilken transporterade kol och timmer mellan bruket och masugnen.
Bruksverksamheten vid Skogaholm nådde sin topp under högkonjunkturen på 1870-talet, och man satsade på utbyggnader av arbetslokaler, 1879 flyttades masugnen vid Östra Å några hundra meter österut längs med Skogaån. Vid bruksområdet i Skogaholm uppfördes under brukspatron Nils Sundins ledning mejeri, förvaltarbostad, ekonomibyggnader samt arbetarbostäder 1858-1898.

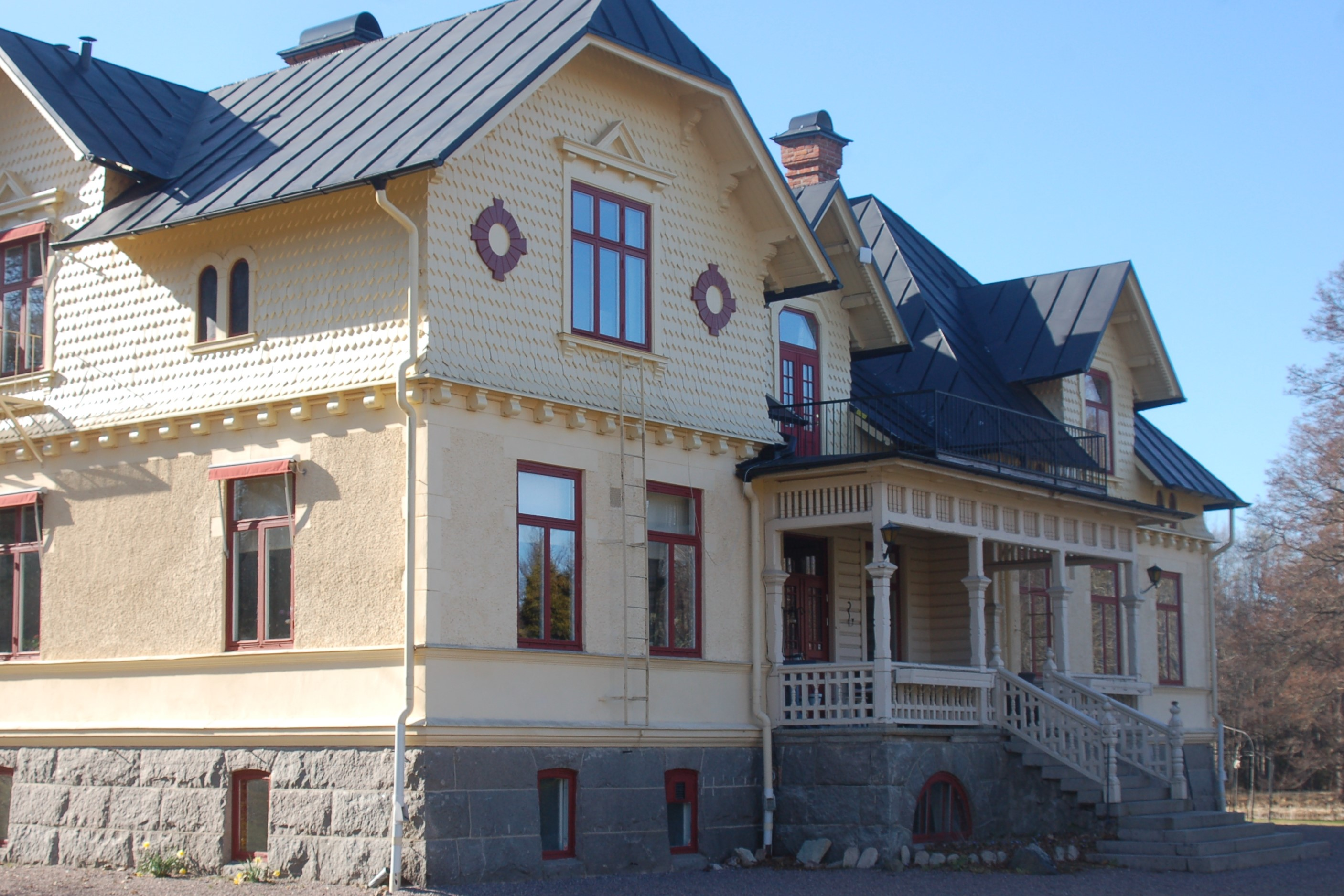
Förvaltarbostaden i Skogaholm

Till bruket hörde under 1800-talet en kvarn och ett tegelbruk. 
Kvarnen låg väster om bruksområdet vid Kvarndammen medan tegelbruket var lokaliserat strax väster om Lagmansbacka. Till bruket hörde dessutom ett stort antal torp som försåg bruket med arbetskraft som ombesörjde sysslor som kolning, vedhuggning och körslor.
Skogaholms bruk blev ett aktiebolag 1893 men bolagets ekonomiska tillbakagång gick inte att hejda och i maj månad 1903 såldes samtliga aktier i bolaget till grannbruket Skyllbergs bruk. Skogaholms stångjärnssmedja med Skoga hammare utgjorde basen för Skogaholms verksamhet, här framställdes under mer än 200 år betydande mängder stångjärn och smidesprodukter som sedan levererades till industrier runt om i landet. Under mitten av 1800-talet fraktades stora mängder stångjärn på landsväg till Örebro och därifrån med egen båt till kommissionären i Stockholm. 1904 upphörde allt smide för avsalu vid bruket men smedjan användes fram till 1910, då allt stångjärnssmide under ledning av mästersmeden Skeppstedt upphörde. Masugnen fortsatte dock att vara i drift, fram till dess att den eldhärjades 1919. Man lät 1920 återuppbygga masugnen, eftersom konjunkturerna just då pekade uppåt för järnbruken, men ganska snart försämrades konjunkturerna igen, och 1925 nedblåstes masugnen för sista gången. Fem år senare var hela anläggningen riven. 
Under 1930-talet revs även ett flertal byggnader vid själva bruket, bland annat stångjärnshammaren. 

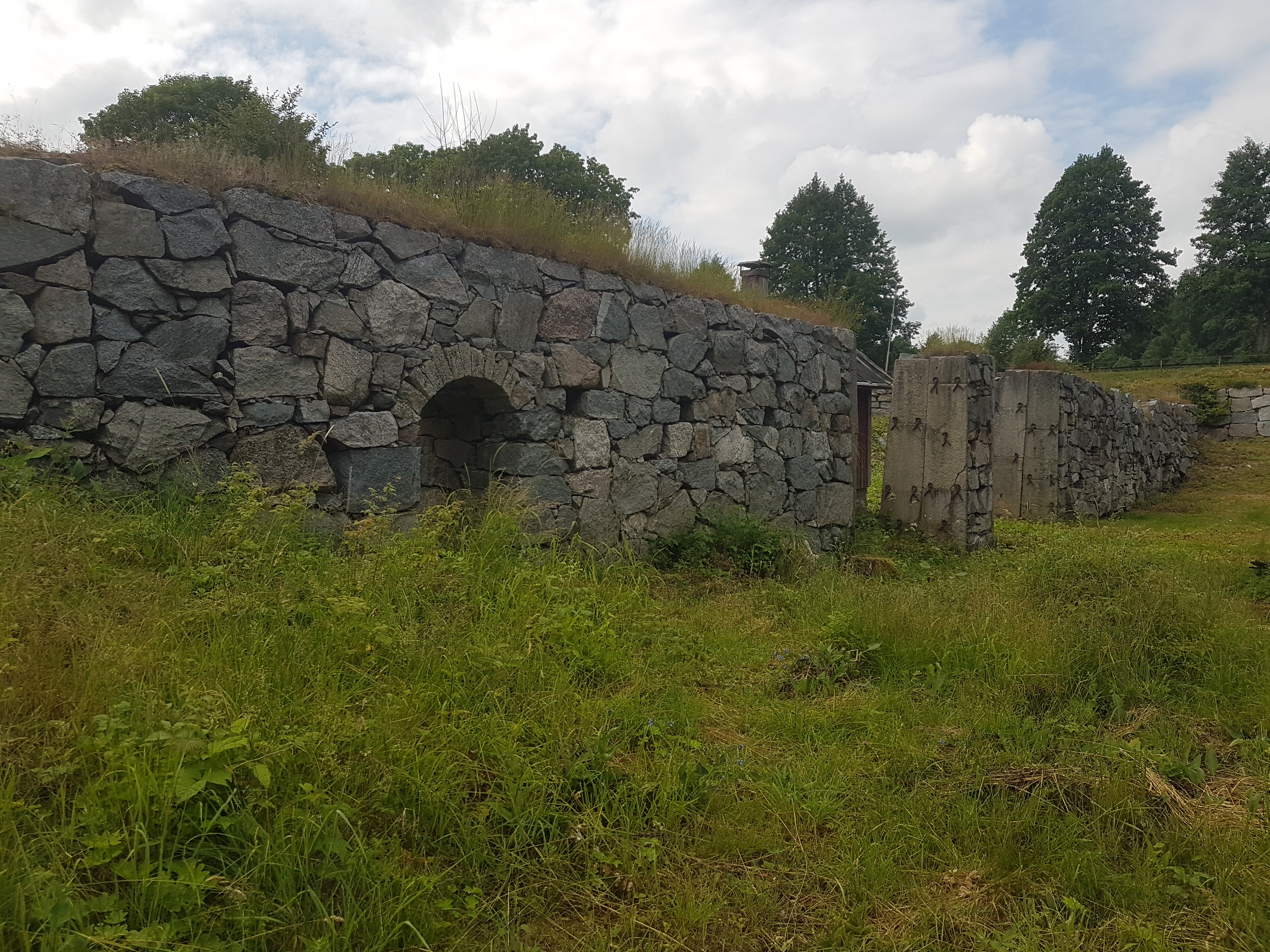
Ruiner efter Skogaholms stångjärnssmedja

Under 1940-talet uppfördes två vattenkraftstationer utefter Skogaån dels vid Tisarens utlopp vid Östra Å och vid Smedjefallet i Skogaholm.

## Östra Å
- Östra Å:s sluss 1684-1879

Östra Å är beläget ca 500 meter norr om den plats där Tisarens vatten rinner in i Skogaån. Ån har ett flertal forsar och fall som i århundraden har använts till drift av masugnar och hammare, i den första forsen i ån där den första hyttan lokaliserades 1643 kom när Östra Å:s mulltimmershytta uppfördes byggdes en sluss. Slussen var 30 meter lång, fem meter bred och 1,8 meter djup. Slussen uppfördes för att man skulle kunna trafikera den nyuppförda masugnen vid Döbacken med båt. Efter att damm byggdes i ån 1879 höjde vattenståndet till Tisarens nivå det medförde att man inte längre behövde använda slussen eftersom båtarna med sina pråmar kunde gå obehindrat till hyttan.
- Östra Å:s masugn 1643-1684

Tillsammans med femton ortsbönder fick lagmanen och ägaren till Skoga hammare Zacharias Andersson privilegium på anläggning av en masugn på Östra Å:s ägor vid Skogaån 1643. Det kom att bli Skogaholms första hytta. Malmen hämtades från gruvorna på Skåle Klint och ett malmstreck vid Södra Hamra. När malmen från dessa två källor inte räckte till kompletterades det med malm från Kroksjö Gruva. Efter att Simon Rosenberg övertagit driften 1645 insåg han att kapaciteten på ugnen var för dålig och 1684 erhöll han privilegium på att uppföra en ny masugn. Den nya ugnen Östra Å:s mulltimmershytta som stod färdig 1686 placerades på östra stranden av ån Döbacken omkring 600 meter norr om den tidigare hyttan.
- Östra Å:s mulltimmershytta 1684-1879
- Skogaholms masugn 1879-1925

## Skogaholms herrgård

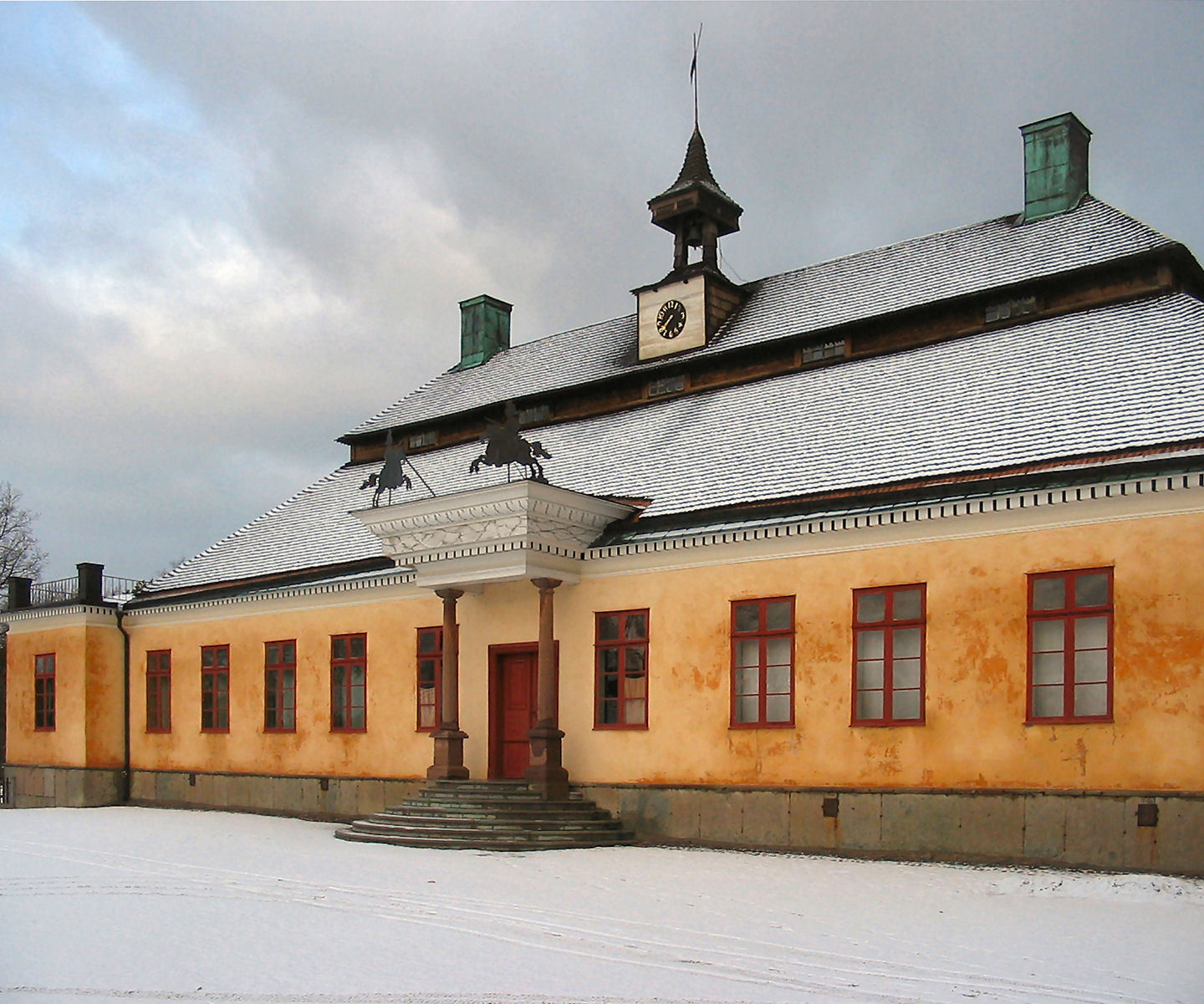
Huvudbyggnaden.

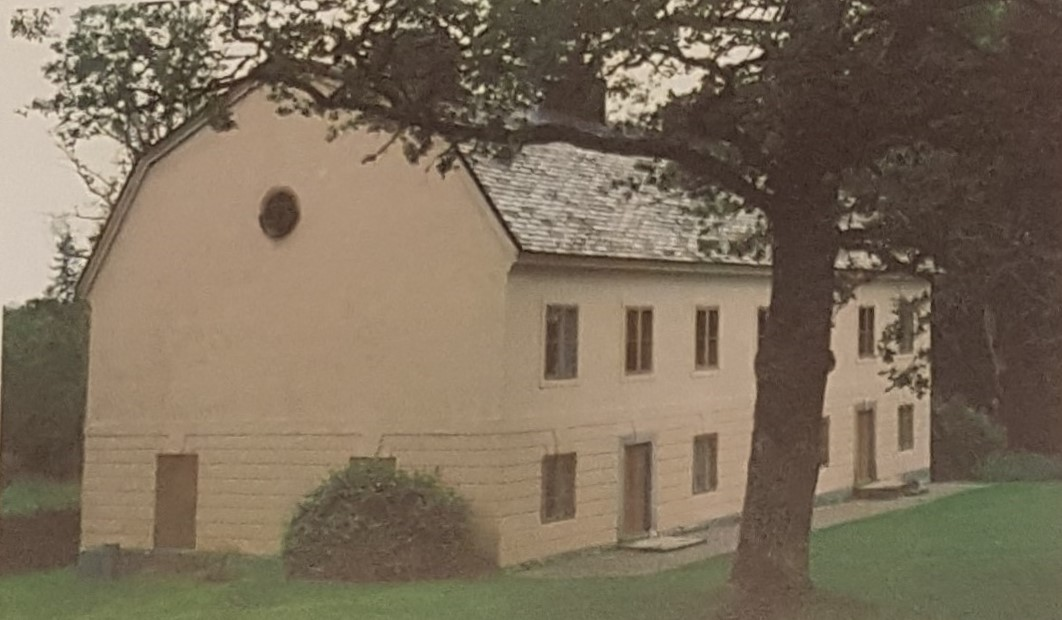
Flygelbyggnaden vid Skogaholms herrgård.

Den första sätesgården vid Skogaholm byggdes troligen på 1630-talet. Gården lokaliserades till västra stranden av Skogasjön, tidigare kallad Emptasjön där Emptas och Skogas ägor gränsade intill varandra. Omkring 1680 ersattes den gamla sätesgården med en ny knuttimrad huvudbyggnad i en våning med säteritak. En tid senare försågs byggnaden med två hörnpaviljonger, troligen med gården Stora Lassåna som förebild. 1780 byggdes en pampig stenflygel och under 1790-talet försågs huvudbyggnadens fasader med ljus puts och en gustaviansk interiör. Efter att bruket övergick i bolagsägo 1841 kom herrgårdsbyggnaden bli överflödig då förvaltaren/brukspatron använde förvaltarbostaden i Skogaholm. Under några år användes Skogaholms herrgårdbyggnad som pensionärshem innan den 1929 donerades till Skansen i Stockholm. Herrgårdens ekonomilängor flyttades mellan 1841 och 1900 fram till bruksplatsen i Skogaholm.